# Friedrich von Hofmann
Friedrich Albrecht Hofmann, ab 1905 von Hofmann, (* 29. Juli 1851 in Neuenstein; † 8. November 1921 in Reutlingen) war ein württembergischer Oberamtmann und Regierungspräsident.

## Leben und Beruf
Friedrich Hofmann war der Sohn eines Schuhmachermeisters. Er machte eine Notariatsausbildung, die er 1873 mit der niederen Dienstprüfung abschloss. 1875 legte er zusätzlich die niedere Justizdienstprüfung ab und wurde 1875 provisorischer Oberamtsaktuar beim Oberamt Schorndorf. Von 1876 bis 1878 beurlaubte man ihn zum Studium der Regiminalwissenschaften in Tübingen (Mitglied der Studentenverbindung AV Virtembergia Tübingen), 1878 legte er die erste und 1879 die zweite höhere Dienstprüfung ab. Von 1879 bis 1882 war er stellvertretender Amtmann bzw. Amtmann bei den Oberämtern Rottweil und Künzelsau und von 1882 bis 1883 provisorischer Sekretär beim Innenministerium in Stuttgart. Als Regierungsassessor arbeitete er von 1883 bis 1886 bei der Regierung des Neckarkreises in Ludwigsburg. Von 1886 bis 1893 leitete er als Oberamtmann das Oberamt Neuenbürg. 1893 wechselte er als Regierungsrat zum Innenministerium, gleichzeitig saß er im Verwaltungsrat der Gebäudebrandversicherungsanstalt Württemberg. 1899 wurde er dort Ministerialrat und ab 1904 als Regierungspräsident Leiter der Regierung des Schwarzwaldkreises in Reutlingen. 1921 ging Friedrich von Hofmann kurz vor seinem Tod in den Ruhestand.
Neben seiner beruflichen Tätigkeit war Hofmann von 1914 bis 1915 Vorsitzender des württembergischen Landesvereins vom Roten Kreuz, Mitglied des Medizinalkollegiums, Mitglied und Vorstand der Ablösungskommission und seit 1893 ordentliches ständiges Mitglied des Landesversicherungsamtes.

## Ehrungen, Nobilitierung
- 1896 Ritterkreuz 1. Klasse des Friedrichs-Ordens
- 1905 Ehrenkreuz des Ordens der württembergischen Krone,[2] welches mit dem persönlichen Adelstitel (Nobilitierung) verbunden war
- 1909 Kommenturkreuz 2. Klasse des Friedrichs-Ordens
- 1916 Kommenturkreuz des Ordens der Württembergischen Krone
- Silberne Jubiläumsmedaille
- Bronzene Karl-Olga-Medaille